# Восход (Ульяновська область)
Восход (рос. Восход) — селище в Старомайнському районі Ульяновської області Російської Федерації.
Населення становить 306 осіб. Входить до складу муніципального утворення Прибрежненське сільське поселення.

## Історія
Від 2004 року входить до складу муніципального утворення Прибрежненське сільське поселення.

## Населення
| 2010 |
| ---- |
| 306  |